# Tony O'Callaghan
Tony O'Callaghan (Londen, 16 juni 1956) is een Engelse acteur. Hij speelde onder meer Sgt. Matthew Boyden in de politieserie The Bill (1991-2003).
Daarnaast had O'Callaghan gastrollen in Engelse soaps en dramareeksen, waaronder Holby City, Doctors en in een aflevering van een spin-off van The Bill, M.I.T.: Murder Investigation Team. Van 2003 tot 2004 speelde O'Callaghan in Family Affairs, als Mike Shaw.
O'Callaghan was te zien in een reclamespot van Kleenex en speelde eenmalig Father Thaddeus, een Engelse priester die woont in Dublin, in de Ierse soap Fair City.